# 応永の乱 (越後国)
応永の乱（おうえいのらん）は、室町時代の応永30年（1423年）から応永33年（1426年）にかけて、越後守護上杉頼方と守護代長尾邦景が越後国全体を巻き込んで争った事件である。越後応永の大乱と呼ばれる。
幕府と鎌倉府の対立における越後国の地理的条件や、守護の領国支配に対する国人層の抵抗、幕府管領畠山・細川氏の対立に起因する上杉家の内訌といった要因が重なって起こった。

## 背景
応永23年（1416年）に起こった上杉禅秀の乱の戦後処理を巡って幕府と鎌倉府の関係は急激に悪化していた。そんな中、応永28年（1421年）に越後守護上杉房方が死去し、房方の子で跡を継いだ上杉朝方も翌29年（1422年）10月に死去した。朝方のあとにはわずか2歳の遺児・幸龍丸（後の上杉房朝）が残されたが、新たに越後守護となったのは朝方の弟の上杉頼方だった。この背景には管領畠山満家と前管領細川満元の対立があった。
頼方が越後守護となった応永29年から30年にかけて関東公方足利持氏は京都扶持衆の討伐を行っており、幕府と鎌倉府の対立は更に深刻なものとなっていた。これより以前に頼方の弟・憲実が山内上杉家に養子に入っていたことから、頼方は将軍足利義持から関東内通の疑いをかけられた。応永30年（1423年）9月には義持による頼方討伐の噂が流れ、頼方はあわや切腹かという状況まで追いつめられたが、頼方の支援者である細川満元らの必死の説得で赦免された。
一方で上杉房方の代から守護代を務め越後支配の実権を握っていた長尾邦景は鎌倉府に通じていた。頼方は自身にかけられた疑いを晴らすためにも邦景の討伐を望んだ。応永30年（1423年）11月初旬、幕府が頼方と越後の国人たちに邦景治罰の御教書を発給したことで越後応永の大乱が始まった。

## 乱の経過
この乱の経過は、一貫して守護方として戦った揚北衆中条房資が記している。他に動乱の様子を伝える史料がないため揚北衆の様子が中心となる。

### 第1期
守護方の勢力は、頼方の実家で山浦地方を拠点とする山浦上杉家の上杉頼藤や、長尾朝景、幕府から命を受けた中条房資・黒川基実・本庄・色部・加地・新発田といった揚北衆だった。
それに対し守護代長尾邦景は上杉一族の三宝寺氏を大将に立て対抗した。
守護方の揚北衆は護摩堂・大面に陣取り三条城に籠る山吉氏を攻めたが、黒川・加地・新発田らが突如陣を抜け出し、房資がいた笹岡の陣の退路を断った。頼藤は三条城への攻撃を中断し陣を引き、堀越の要害を落としてから黒川城に三宝寺氏と共に立て籠もる黒川基実を攻めた。
この時、頼藤と朝景は伊達持宗にも援軍を求めていた。頼藤と伊達の軍勢5000騎余りが黒川城を攻め、やがて基実は降参した。それに次いで加地・新発田も守護方へ降参したので乱は一旦収束した。この後、「謀叛の張本人」である黒川基実は伊達軍の夜討に遭い切腹している。

### 政情の変化
一方で在京していた守護上杉頼方を取り巻く状況は変わりつつあった。応永31年（1424年）2月には幕府と鎌倉府が和睦し、同年12月には頼方のもとに置いていた幸龍丸（上杉房朝）も管領畠山満家に奪い取られてしまった。満家は「幸龍丸が上杉の惣領であるから取り立てる」と主張しており、頼方は「面目を失い没落した」と噂されるまでの状況に陥った。
満家の支援を得た幸龍丸と側近たちは邦景と結びつき、越後国では「幸龍丸－邦景」ラインと「頼方－頼藤・朝景」ラインという二つの公権力から恩賞や安堵状が乱発される事態となった。再乱は必定であった。

### 第2期
応永33年（1426年）秋に再び越後で動乱が起こる。
守護＝頼藤方である揚北衆の軍勢が三条城の山吉久盛を攻めた。しかし落城も間近かと思われた時に、加地・新発田らは再び府中（邦景方）に寝返ったのである。房資はなんとか江上館へ戻ったが、長尾定景・実景や加地・新発田らの大軍が押し寄せたため、10月には館を脱出して河間の城に立て籠もった。11月、冬の訪れを前に敵の軍勢は去って行ったが、守護方の完敗であることは明白だった。

## 乱の終結
こうして「一国が大乱に及んだ」と記される応永の乱は守護方の敗北に終わった。幕府は邦景討伐令を取り下げ和を結んだ。細川満元も既に死去しており、後ろ盾を失った頼方は守護職を罷免され幸龍丸が新たに越後守護となった。
危機を実力で乗り切った長尾邦景は鎌倉府寄りだった姿勢を改め、急速に幕府に接近していった。
頼方は乱の直後から赦免を申し立てており、永享4年（1432年）に弟の上杉憲実を通じて要請した時には幕府もこれを許すが、邦景はなお不満があったことがうかがえる。頼方はほどなく死去した。
一方、長尾邦景の後ろ盾となっていた畠山満家も永享5年（1433年）に病死する。将軍・足利義教が自分に不信感を抱いているのを感じていた邦景は、翌6年（1434年）に急遽上洛、献上品を持参して将軍足利義教と会見をして信任を得た。
また、越後の国人たちに及ぼした影響も大きなものがあった。乱の過程で中条・黒川氏はそれぞれ惣領・庶子の間で分裂を起こし、同じく三浦和田氏の関沢氏は守護の被官となった。このことから、応永の大乱は越後国人層の惣領制の完全な解体をもたらし、守護の支配が揚北まで及ぶ契機になったものと評価されている。
しかし、宝徳元年（1449年）に、京都と越後を往来して守護権力の回復を図ろうとしていた房朝が急逝する と、越後は再び不安定な状況を迎えることになった。